# Joyce Godenzi
Joyce Mina Godenzi (高麗虹, née le 28 mai 1965) est une actrice hongkongaise de nationalité australienne connue pour avoir remporté le titre de Miss Hong Kong en 1984.
Elle se retire du cinéma en 1991 et est mariée avec l'acteur Sammo Hung depuis 1995.

## Biographie
Née d'un père australien et d'une mère chinoise, Godenzi est encouragée à participer au concours de Miss Hong Kong par son agence de mannequins, qui avait déjà préparé l'un de ses modèles, Maggie Cheung, à concourir l'année précédente. Elle remporte le titre, ainsi que celui de Miss Photogénique. Après sa victoire sans surprise, beaucoup s'attendent à ce qu'elle participe également au concours de Miss Univers 1984 à Miami (son père étant australien et sa mère ethniquement chinoise). Elle ne concourt cependant pas, mais remporte le troisième prix au concours national de costumes.
Après son règne, Godenzi commence une carrière d'actrice et joue dans plusieurs films d'action, dont un certain nombre aux côtés de Sammo Hung. Elle est nommée au Hong Kong Film Award du meilleur second rôle féminin pour son apparition dans Eastern Condors.

## Vie privée
Après sa retraite en 1991, elle épouse l'ingénieur malais Chan Chee-fah en 1992. Ils divorcent en 1994 et elle se remarie avec Sammo Hung en 1995.
Elle est témoin de Jéhovah, ayant grandi en assistant à ces offices. Elle revient plus tard à cette foi et écrit sur ses croyances religieuses.

## Filmographie
- The Seventh Curse (1986)
- Ghost Snatchers (1986)
- Eastern Condors (1987)
- Born To Gamble (1987)
- Goofy Gang (1987)
- Spooky, Spooky (1988)
- Paper Marriage (1988)
- Angel Enforcers (1989)
- Licence to Steal (1990)
- Justice sans sommation (1990)
- Slickers Vs Killers (1991)
- Gambling Respect (1991)
- The Raid (1991)
- Mister Cool (1997)